# Melos (album)
Melos is het derde muziekalbum van de Griek Vassilis Tsabropoulos voor ECM Records uitbrengt onder zijn eigen naam. Het in het Auditorio di Radio Svizzeria te Lugano opgenomen album geeft een mix van klassieke muziek en melodieuze jazz gebaseerd op klassieke muziek. De meeste composities zijn van Tsabropoulos hand, maar hij vertolkt ook muziek van Gurdjeff gearrangeerd naar onderstaand trio. De omschrijving die het best past bij dit album is muziek voor piano en cello. Op een aantal composities speelt percussionist A.T. Gandhi mee, doch deze speelt een kleine rol van betekenis.

## Musici
- Vassilis Tsabropoulos – piano
- Anja Lechner – cello
- A.T. Gandhi – percussie

## Composities
1. Melos (5:25)
2. Song of prosperity I (2:32)
3. Tibetan dance (4:42)[1]
4. Gift of freams (6:54)
5. Reflections (1:55)
6. Simplicity (2:30)
7. Songs of gratidude (3:24)
8. Song of prosperity II (2:44)
9. Sayyid dance (4:40)[1]

1. Promenade (5:27)
2. Reflections and shadows (2 :04)
3. Reading from a sacred book (3:20)[1]

1. Vocalise (7:11)
2. Evocation (8:06)
3. In Memory (3:16)